# Winbond
Tập đoàn Điện tử Winbond (tiếng Trung: 華邦電子公司) là tập đoàn của Đài Loan được thành lập vào năm 1987, chuyên về sản xuất bán dẫn và nhiều loại mạch tích hợp khác, chủ yếu là RAM động, RAM tĩnh, các Vi điều khiển và các Vi mạch máy tính cá nhân. Hiện thời Winbond là nhà cung cấp mạch tích hợp có thương hiệu lớn nhất ở Đài Loan, và là một trong các nhà cung cấp giải pháp bán dẫn lớn nhất toàn cầu.
Các dòng sản phẩm Mạch tích hợp máy tính, Vi mạch điện tử dân dụng và Dịch vụ sản xuất sản phẩm logic của Winbond đã được tách ra thành một công ty con có tên Tập đoàn Công nghệ Nuvoton vào ngày 1 tháng 7 năm 2008.